# غاي فيرفاكس
غاي فيرفاكس (بالإنجليزية: Guy Fairfax)‏‏ (توفي 1495) هو قاضٍ إنجليزي، ويُعتبر شخصيةً محليةً بارزة في يورك.